# SN 2011P
SN 2011P – supernowa typu IIn odkryta 5 stycznia 2011 roku w galaktyce A022544+1612. W momencie odkrycia miała maksymalną jasność 18,60m.